# Mané (Burkina Faso)
Pour les articles homonymes, voir Mané.
Mané est une commune rurale et le chef-lieu du département homonyme de Mané dans la province du Sanmatenga de la région Centre-Nord au Burkina Faso.

## Géographie
Localisé sur la rive gauche du Nakembé, Mané est situé à environ 40 km à l'ouest de la capitale régionale Kaya. La ville est traversée par la route régionale 14 (reliant Kaya à Malou) et se trouve à 30 km à l'est de la route nationale 22 et à 40 km à l'ouest des route nationale 3 et route nationale 15.

## Éducation et santé
Mané accueille un centre de santé et de promotion sociale (CSPS) tandis que le centre hospitalier régional (CHR) se trouve à Kaya.
La ville possède deux écoles primaires publiques ainsi que le lycée départemental.